# Punta Afrau

Mapa con los combates entre españoles y tropas rifeñas en Marruecos que dieron como resultado el Desastre de Annual. Puede observarse la localización de Punta Afrau en la costa

 Punta Afrau o Ras Afraou, llamado en ocasiones simplemente Afrau, es un accidente costero situado en el norte de Marruecos, entre Melilla y la Bahía de Alhucemas (35°12′N 3°27′O / 35.200, -3.450), junto a la playa de Sidi Hossaïn. En sus proximidades existía una posición y fortificación empleada por el ejército español durante la guerra del Rif (35°11′55″N 3°27′03″O / 35.19861, -3.45083), situada a 100 metros sobre el nivel del mar en el borde de un acantilado, en dicho punto se encontraba en el año 2015 una edificación construida probablemente aprovechando los materiales de las ruinas allí existentes. Dicha posición fue constituida por primera vez el 12 de enero de 1921 tras un desembarco del ejército español previamente pactado con los cabecillas locales. El 22 de julio de 1921 la fortificación fue atacada por las tropas del líder rifeño Abd el-Krim en el trascurso de la guerra del Rif, en la campaña conocida como desastre de Annual. Los defensores pudieron ser evacuados el 26 de julio de 1921 por 3 barcos de la Armada Española desplazados al lugarː El cañonero Laya, el  Princesa de Asturias y el Roger de Lauria. De los 180 hombres que ocupaban la posición 130 pudieron ser rescatados, de los que 40 estaban heridos, los 50 restantes fueron muertos o hechos prisioneros por las rifeños.